# Lironcourt
Lironcourt település Franciaországban, Vosges megyében. Lakosainak száma 71 fő (2022. január 1.). Lironcourt Fresnes-sur-Apance, Châtillon-sur-Saône, Fignévelle, Grignoncourt és Les Thons községekkel határos.

## Népesség
A település népességének változása:
| Lakosok száma | 74   | 74   | 73   | 71   | 70   | 71   | 73   | 73   | 71   |
|               | 2013 | 2015 | 2016 | 2017 | 2018 | 2019 | 2020 | 2021 | 2022 |